# Benedicta Margaretha von Löwendal

Benedicta Margaretha von Löwendal (1725–1776)

Originalunterschrift von Benedicta Margaretha Baronin von Löwendal, 1739

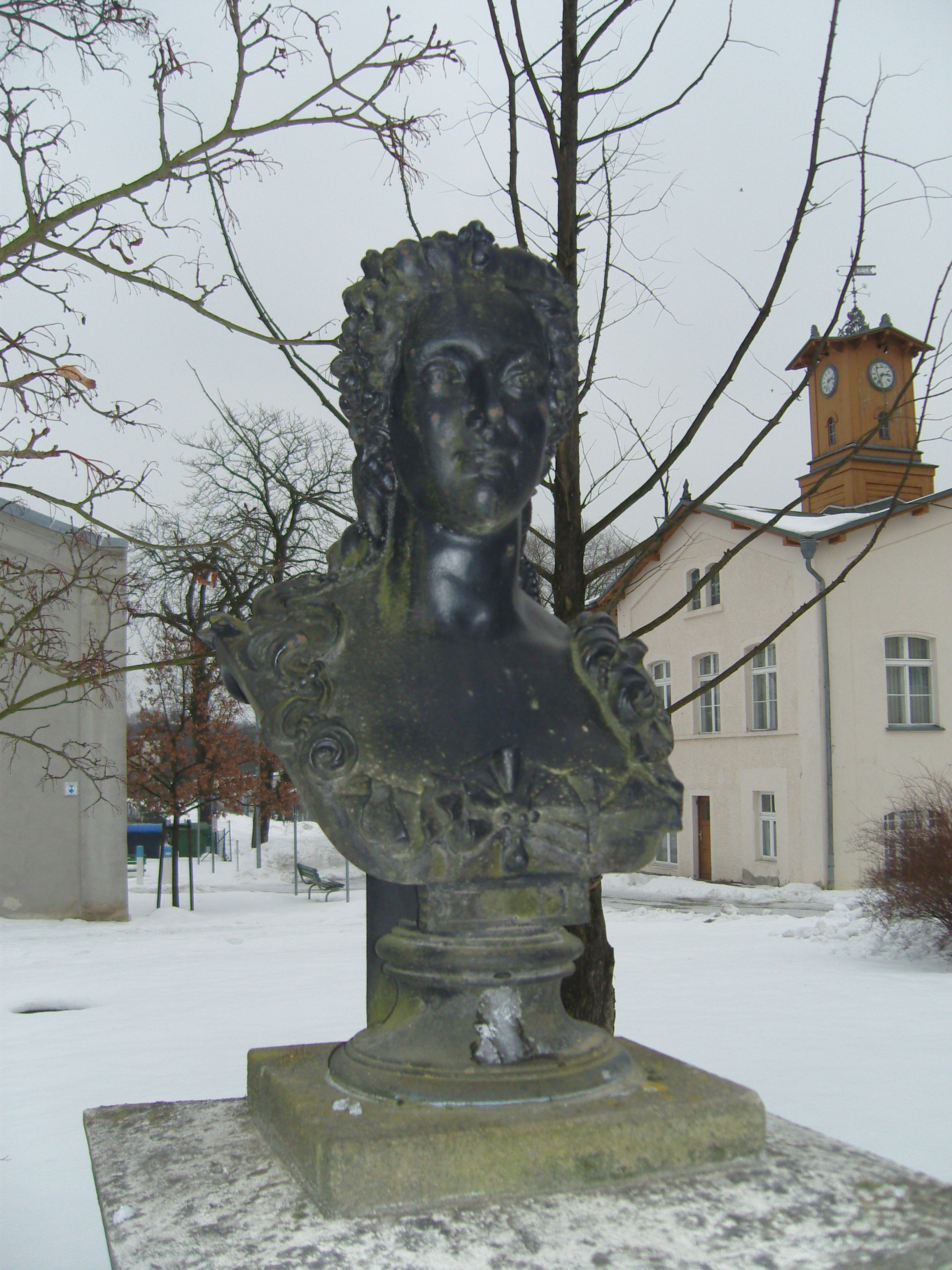
Büste in Lauchhammer

Benedicta Margaretha Freifrau (Freiin, Baronin) von Löwendal (* 1683; † 26. Juli 1776 in Mückenberg) war eine dänisch-deutsche Adlige und Gründerin des Lauchhammer-Werkes.

## Leben
Die 1683 als Benedicta Margaretha von Rantzau auf Neuhaus Geborene entstammte dem holsteinischen Adel. Ihr Vater war Cai von Rantzau auf Neuhaus (1650–1704), ihre Mutter Catharine Margrethe von Blome (1649–1687). Durch ihre Heirat mit dem deutschen Freiherrn und sächsischen Oberberghauptmann Woldemar Freiherr von Löwendal (1660–1740) am 29. Januar 1709 wurde sie zur Freifrau von Löwendal. Aus der Ehe gingen vier Kinder hervor, die aber alle noch im Kindesalter verstarben:
- Augustus Baron von Löwendal
- Anna Sophie Baroness von Löwendal
- Friedericus August Baron von Löwendal
- Margarethe Adelheid Benedicte Baroness von Löwendal

Aufgrund von Schulden verpfändete ihr Ehemann ihr 1718 das Rittergut Mückenberg und sie verlegte ihren Wohnsitz von Dresden nach Mückenberg. 1722 kaufte sie dann ihrem Ehemann die beiden Rittergüter Saathain und Mückenberg ab. Sie ließ das Schloss Mückenberg errichten, von dessen Anlage heute nur noch der Schlosspark und die Schlosskirche existieren. Nach der Entdeckung von Raseneisensteinvorkommen entschied man sich zur Gründung eines Eisenwerkes. 1725 wurde der erste Hochofen mit dem persönlichen Einverständnis Augusts des Starken in Betrieb genommen. Damit schlug die Geburtsstunde des Industriestandortes Lauchhammer. Durch die Einstellung von Facharbeitern förderte Freifrau von Löwendal die Entwicklung der vormals wirtschaftlich unbedeutenden Region am Rand des Meißnischen Kreises. Darüber hinaus ließ sie Schulen und Armenhäuser errichten und unterstützte kirchliche Einrichtungen durch Spenden.
1727 erhielt sie von ihrem Ehemann Schloss Saathain und die dazugehörigen Dörfer der Herrschaft übertragen. 1748 verkaufte sie Saathain an Johann George von Einsiedel.
Die Freifrau von Löwendal wirkte über 51 Jahre im Bereich der heutigen Stadt Lauchhammer und gilt als eine der ersten Unternehmerinnen der heutigen Niederlausitz.
Sie starb am 26. Juli 1776 auf Schloss Mückenberg. Ihren gesamten Besitz, darunter auch das Gut Mückenberg mit dem Schloss und das Hammerwerk, vermachte sie ihrem Patenkind Detlev Carl Graf von Einsiedel. 

## Ehrungen und Auszeichnungen
Ihr zu Ehren wurden in Lauchhammer eine Straße und das ehemalige Freifrau-von-Löwendal-Gymnasium benannt.